# Manden de kaldte Doktor Død
Manden de kaldte Doktor Død (original titel: You Don't Know Jack) er en amerikansk Emmy-belønnet autentisk drama tv-film fra 2010, filmen blev instrueret af Barry Levinson og har Al Pacino i hovedrollen som Jack Kevorkian, filmen er delvist baseret på bogen, Between the Dying and the Dead: Dr. Jack Kevorkian's Life and the Battle to Legalize Euthanasia. Ved den 62nd Primetime Emmy Awards, vandt Al Pacino en Emmy for Primetime Emmy Award for Outstanding Lead Actor in a Miniseries or a Movie, sammen med en Golden Globe og Screen Actors Guild Award i 2011 for sin rolle som Kevorkian. Filmen blev også nomineret til Outstanding Television Movie ved 62nd Primetime Emmy Awards.

## Medvirkende
- Al Pacino som Dr. Jack Kevorkian
- Danny Huston som Geoffrey Fieger
- Susan Sarandon som Janet Good
- Brenda Vaccaro som Margo Janus
- John Goodman som Neal Nicol
- James Urbaniak som Jack Lessenberry
- Eric Lange som John Skrzynski
- John Engler som Ham selv (stock footage)
- Richard E. Council som Dommer David Breck
- Sandra Seacat som Janet Adkins